# 人的破碎与灵的出来
《人的破碎与灵的出来》是倪柝声最著名的作品之一，也是其属灵神学的核心著作之一。即使其反对者也承认，《人的破碎与灵的出来》一书在华人教会的普及程度与影响力，是华人灵修神学中最具代表性的一部作品。
该著作最初发表于1948年第一次鼓岭训练期间，1950年代初由李渊如负责的上海福音书房出版，是倪在鼓岭训练所讲授众多系列信息里流传最广的一部。该书根据《约翰福音》、《罗马书》、《哥林多前后书》、《加拉太书》和《希伯来书》，强调信徒要破碎外面的人（天然的人），好使信徒里面的灵能被释放出来。内容包括：破碎的紧要、未破碎与破碎后、手中的事、如何认识人、教会与神的工作、破碎与管治、分开与启示、印象与灵的情形、拆毁后柔软的情形等。

## 外部連結
人的破碎與靈的出來 網上閱讀